# Harald Scharff
Harald Anton Scharff (Copenaghen, 20 febbraio 1836 – Roskilde, 3 gennaio 1912) è stato un ballerino e attore teatrale danese.

## Biografia
Harald Scharff nacque a Copenhagen, figlio di Frederik Scharff e Frederikke Eggert. Rimasto orfano durante l'infanzia, Scharff entrò ancora bambino nella scuola di danza del Teatro reale danese, dove fece il suo debutto sulle scene nel 1856, nel balletto Aprilsnarrene ("Pesci d'aprile"). I successi iniziali furono consolidati da apprezzate esibizioni nei ruoli di James ne La Sylphide (1856) e Paolo nell'Infiorata a Genzano (1858). Scharff si affermò nella compagnia grazie al suo stile esuberante e alla sua grande avvenenza e quando August Bournonville si ritirò dalle scene per dedicarsi alla direzione artistica del Teatro reale danese, Scharff lo rimpiazzò come primo ballerino della compagnia.
Negli anni sessanta, all'apice del successo professionale, strinse un'amicizia con lo scrittore Hans Christian Andersen: i due cenarono diverse volte insieme e il ballerino donò ad Andersen uno spazzolino d'argento in occasione del cinquantasettesimo compleanno dell'autore. Il rapporto con Andersen si raffreddò con gli anni e Scharff si fidanzò con la collega Camilla Petersen, anche se poi sposò l'ex prima ballerina Elvida Møller nel 1874.
La carriera di Scharff fu interrotta bruscamente da un infortunio nel 1871, mentre il ballerino faceva le prove per un balletto coreografato da Bournoville e tratto da alcune fiabe dello stesso Andersen. L'infortunio alla rotula gli impedì di tornare a danzare e la fine della carriera da ballerino gettò Scharff in uno stato di profonda depressione. Tentò allora di reinventarsi come attore e tornò a calcare le scene del Teatro reale danese, questa volta in opere di prosa. Tuttavia, il talento recitativo di Scharff, come fece notare lo stesso Bournoville, non era all'altezza delle sue doti da ballerino e dopo aver recitato al Folketeatret di Copenaghen si ritirò definitivamente dalle scene alla fine della stagione 1875/1876, all'età di trentanove anni. La depressione di Scharff tornò a peggiorare e l'ex ballerino trascorse i suoi ultimi anni di vita nell'ospedale psichiatrico di Sankt Hans, dove morì nel 1912.

## Il rapporto con Andersen
Nel 1857 il ventunenne Harald Scharff era in vacanza a Parigi con il suo coinquilino Lauritz Eckardt, un attore di otto anni più grande, quando fece la conoscenza del suo connazionale Hans Christian Andersen, che si era fermato nella capitale francese dopo aver visitato Charles Dickens a Londra. Il legame tra Andersen e Scharff nacque proprio a causa di questo incontro fortuito e durante la loro permanenza a Parigi i due artisti visitarono insieme Notre-Dame. Tre anni dopo, nel luglio 1860, Scharff ed Eckardt rincontrarono casualmente Andersen in Baviera e i tre rimasero insieme per una settimana. Andersen, allora cinquantacinquenne, sembrò affezionarsi profondamente al ballerino, tanto che la partenza del giovane per Salisburgo gravò sulla sua salute fisica e mentale. Una corrispondenza tra Scharff e il maturo scrittore incominciò subito dopo ed Andersen mandò al ballerino la propria foto immediatamente dopo averlo rivisto. La malinconia di cui Andersen fu preda dopo la separazione da Scharff ed Eckardt fu tale da spingerlo ad abbandonare il suo viaggio in Svizzera per tornare in patria.
Andersen trascorse le vacanze di Natale nella tenuta di un amico aristocratico e fu proprio in questo periodo, a cavallo tra il 1860 e il 1861, che scrisse la fiaba L'uomo di neve. Secondo diversi biografi e critici letterari, Andersen articolò nella fiaba lo "struggimento" e l'"insoddisfazione" che nutriva nei confronti di Scharff. Alison Prince vedd L'uomo di neve come "una parabola dei diversi tipi d'amore" e nota nell'attizzatoio della stufa un'immagine dall'innegabile carica omoerotica. Allo stesso modo, Carl F. Miller rintraccia nell'effimera figura del pupazzo di neve una metafora del desiderio omosessuale. Con l'avvento del nuovo anno, Andersen mandò al ballerino una sua foto in una posa "languida e seducente" e cominciò a rivolgersi a lui con l'informale pronome "du". Sempre all'inizio del 1861 i due si scambiarono dei regali per i rispettivi compleanni: Andersen gli donò una raccolta delle sue fiabe in cinque volumi, mentre Scharff contraccambiò con una riproduzione della Minerva di Herman Bissen.
Nell'aprile 1861 Andersen si recò a Roma e fu lieto di trovare il ballerino ad aspettarlo al suo ritorno in Danimarca nel gennaio 1862, tanto da riportare nel suo diario che al momento dell'incontro Scharff gli aveva gettato le braccia al collo e lo aveva baciato. Sempre nel gennaio 1862 Andersen descrisse il ballerino nel suo diario come "molto devoto", "intimo" e "ardente e affettuoso"; successive note del febbraio e del marzo dello stesso anno sono ancora più rivelatrici, tanto che lo scrittore riporta di "aver scambiato con lui tutti i piccoli segreti del cuore" e di desiderare la presenza di Scharff ogni giorno. Jackie Wullschlager, il biografo di Andersen, è dell'opinione che in questi mesi i due avessero intrapreso una passionale relazione che portò allo scrittore uno dei suoi pochi momenti di felicità e una momentanea interruzione della sua solitudine. Il diario di Andersen sembra confermare questa tesi, dato che lo scrittore definisce questi mesi il suo "periodo erotico". Il biografo Jack Zipes è invece più scettico e, anche se riconosce l'infatuazione di Andersen per il giovane, sostiene che la verginità dello scrittore probabilmente rimase intatta.
La passione si raffreddò nel giro di un anno e il 27 agosto 1863 Andersen riporta tristemente nel suo diario che Scharff civettava con altri. Il raffreddamento del rapporto dei due fu causa di dolore per lo scrittore, che il 13 novembre 1863 si lamentò che Scharff non gli aveva fatto visita in oltre una settimana e che tra loro due era finita. I rapporti tra Scharff ed Andersen rimasero amichevoli, anche se lo scrittore probabilmente tentò in diverse occasioni di tornare in intimità con il ballerino. Nell'estate 1864, per esempio, Andersen prenotò una stanza doppia in un albergo a Helsingør, ma Scharff insistette per avere una camera tutta per sé.